# Immortellenkranz

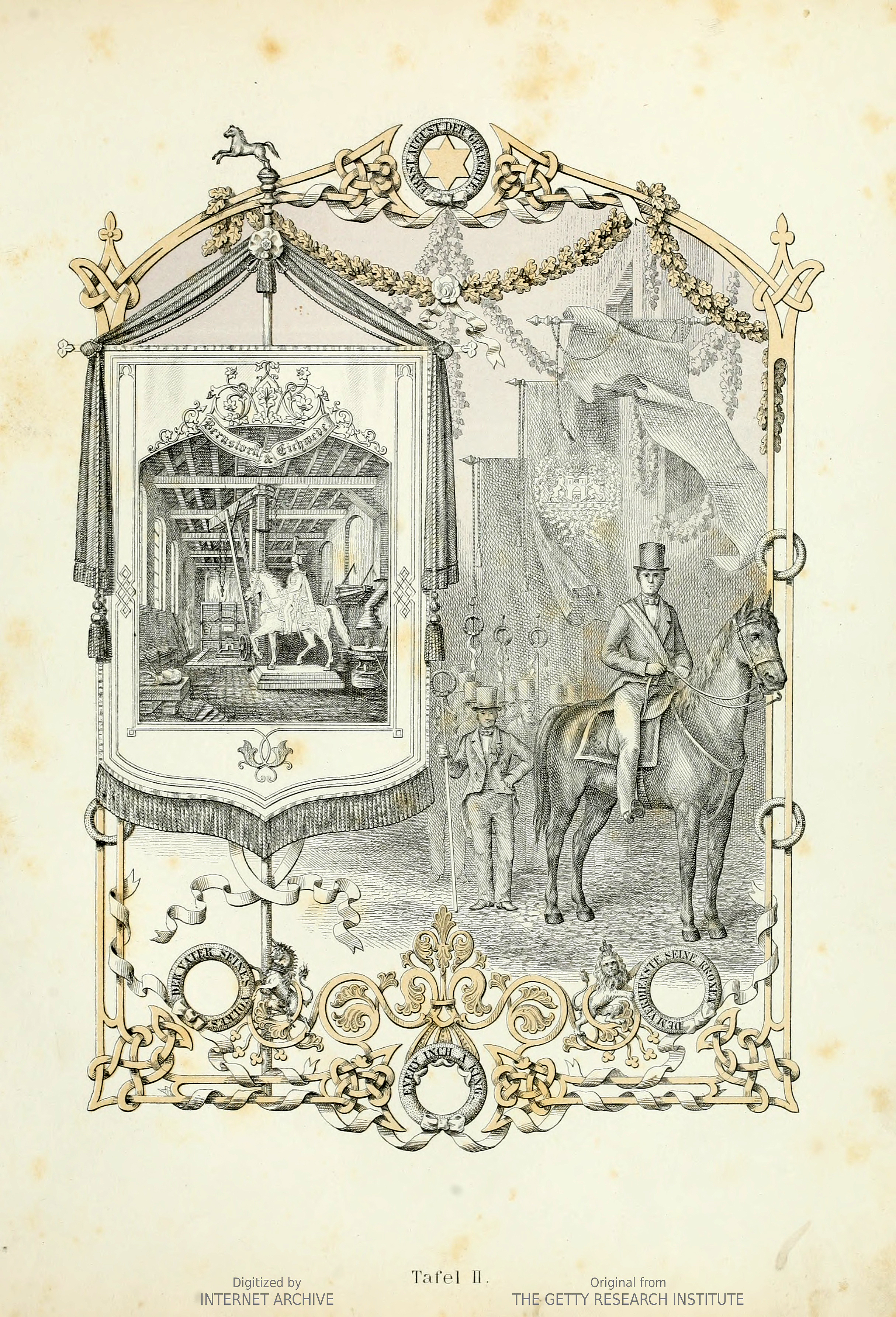
„Zugführer, Immortellenkränze, Banner der Bernstorff & Eichwede’schen Fabrik“

Als Immortellenkranz (selten auch Immortellenkrone) wurde vornehmlich im 19. Jahrhundert ein Kranz aus Blumen mit trockenhäutigen Blütenblättern (s. Trockenblumen) bezeichnet, die nicht welken und deshalb lange Zeit unverändert bleiben. Der Begriff leitet sich vom französischen Adjektiv immortel = unsterblich ab. Immortellenkränze dienten hauptsächlich als Trauerschmuck, sie kamen in mehreren natürlichen Farben vor, wurden aber gelegentlich auch gefärbt. Besonders populär waren bzw. sind bis heute Immortellenkränze aus Strohblumen.
Gelegentlich dient der Begriff auch im übertragenen Sinne für Texte, Lieder oder Gedichte (bzw. ganze Zyklen davon), die meist zum Andenken an Verstorbene verfasst wurden.

## Beispiele
- Als nach dem Ende der Personalunion zwischen Großbritannien und Hannover am 28. Juni 1837 König Ernst August in die Residenzstadt des Königreichs Hannover Einzug hielt[1] und auch seine Gemahlin Königin Friederike die Ehrenpforte zu ihrem Empfang durchfuhr, sammelte der Lehrer Georg Gläser die „auf Höchstihrer Reise in die Residenz“ entgegengenommenen Gedichte  und Reden und fasste diese noch im selben Jahr zu einem Immortellenkranz zusammen.[2]
- In dem um 1862 erschienenen Ernst August Album, das zu Ehren des verstorbenen „Landesherrn“ des Königreichs Hannover die Ereignisse rund um die Errichtung des Ernst-August-Denkmals in Hannover beschreibt, findet sich für die „[Bild-]Tafel II“ im Inhaltsverzeichnis die Beschreibung: „Zugführer. Immortellenkränze. Banner der Bernstorff & Eichwede'schen Fabrik.“[3]